# Toxonprucha strigalis
Toxonprucha strigalis är en fjärilsart som beskrevs av Smith 1903. Toxonprucha strigalis ingår i släktet Toxonprucha och familjen nattflyn. Inga underarter finns listade i Catalogue of Life.